# Miquel Parets
Miquel Parets Alaver (Barcelona, 1610-Barcelona, verano de 1661) fue un artesano curtidor barcelonés. Conocido fundamentalmente por la monumental obra De molts successos que han succeït dins Barcelona i molts altres llocs de Catalunya dignes de memòria, que nos ha llegado hasta nuestros días y que ha servido a numerosos historiadores para profundizar en el conocimiento histórico del quehacer cotidiano, la política y la mentalidad de la Cataluña urbana de la Edad Moderna entre 1626 y 1660, y especialmente de la Guerra dels Segadors (1640-1652).

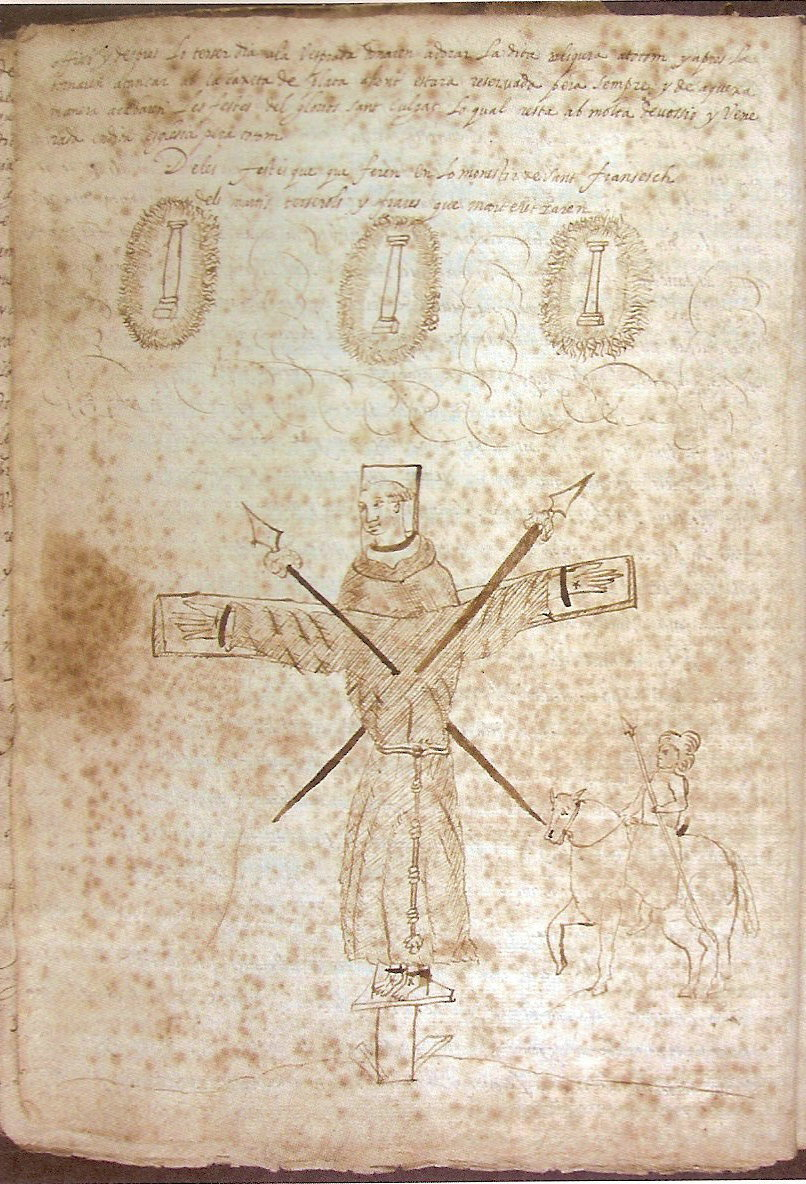
Dibujo de Miquel Parets, que recuerda el martirio de 26 religiosos crucificados en Nagasaki el 5 de febrero de 1597 durante el reinado Toyotomi Hideyoshi

Su obra fue estudiada profundamente en el siglo XIX por el historiador gerundense Celestino Pujol y Camps, que fue duramente criticado en su época por haber combatido la imagen tópica de la revolución de 1640 difundida por el nacionalismo catalán.
Celestino Pujol fue autor de una edición en castellano de la crónica de Parets para el Memorial histórico español (a finales del XIX). En 2011, la citada crónica fue editada en catalán, la lengua original.
Se casó hasta tres veces. La primera vez fue en 1633 con Maria Roure, que se ganaba la vida como criada en la calle del Carme de Barcelona. La segunda vez se casó hacia 1637 con Elisabet Mans, hija de Joan y Eulària Mans, una familia de campesinos acomodados de las Corts de Sarrià. La tercera mujer de Parets fue Marianna Vinyes, con quien se casó el 6 de enero de 1653. Era hija del tendero Pau Vinyes y Jerónima Grosset. Tuvieron cuatro hijos, pero sólo dos sobrevivieron. 
A lo largo de sus tres matrimonios Miquel Parets tuvo 11 hijos, pero sólo tres le sobrevivieron: Gabriel Parets i Mans, y los dos primeros hijos de Marianna Vinyes, una niña de nombre también Marianna y un niño llamado como él, Miquel. 